# Rue Nicolas-Roret
La rue Nicolas-Roret est une voie située dans le quartier de la Salpêtrière du 13e arrondissement de Paris en France.

## Origine du nom
Cette voie porte le nom de l'éditeur français Nicolas Roret (1797-1860).

## Historique
La voie est ouverte et prend sa dénomination actuelle en 1910.